# Leuchtturm von Sark
Der Leuchtturm von Sark (bekannt auf englisch Point Robert Light), der 1913 vom Trinity House erbaut wurde, befindet sich auf der viertgrößten der Kanalinseln und wird als Felsenleuchtturm eingestuft.
Die Hauptfunktion der Station besteht darin, Schiffe zu leiten, die durch die Kanalinseln fahren, weg von der Spitze des Blanchard Rock, der mehrere Meilen östlich von Point Robert vor Sark liegt.

## Geschichte und Lage
Die Insel Sark gehört zur Vogtei (bailiwick) Guernsey und wird, da es sich um Kronbesitz mit Suzeränität handelt, von einem Seigneur (Feudalen Herren) regiert. Sie ist nur knapp fünf Kilometer lang, wobei der Norden und der Süden fast getrennte Inseln sind, die nur durch einen schmalen Landstreifen verbunden sind. Westlich, in unmittelbarer Nachbarschaft, liegt die politisch zu Sark gehörende kleinere Insel Brecqhou und weiterhin Herm, Jethou und die Hauptinsel Guernsey.
Der Leuchtturm wurde auf dem Kliff am nordöstlichsten Punkt errichtet und kann nur über eine steinerne Treppe mit 165 Stufen von oben erreicht werden.

## Gebäude und Funktion
Der weiße Leuchtturm wurde als achteckiger Zylinder mit Galerie und Laterne auf dem 2-stöckigen Leuchtturmwärterhaus, mit Wohnung und Serviceräumen, errichtet. Seit 1994 wurde der Leuchtturm automatisiert und ist seitdem unbemannt. 2018 erfolgte die Umrüstung der Leuchtturm-Optik mit neuer LED-Technik.
Der Leuchtturm wird jetzt vom Trinity House Operation & Planning Centre Harwich in Essex aus überwacht und gesteuert.

## Sonstiges
In der Sark-Parish-Kirche befindet sich seit Ostern 1980 an der vorderen Bank, die dem Seigneur vorbehalten ist, ein Wandteppich, der vom ehemaligen Leuchtturmwärter, H. S. Taylor, angefertigt wurde.